# مدرسه (فیلم ۱۹۹۳)
مدرسه (انگلیسی: A Class to Remember) فیلمی در ژانر درام به کارگردانی یامادا یوجی است که در سال ۱۹۹۳ منتشر شد. از بازیگران آن می‌توان به کئیکو تاکشیتا، کیوشی آتسومی، تاکاشی ساسانو، و ماساتو هاگیوارا اشاره کرد.